# Flirtin' with Disaster
| Recensione              | Giudizio    |
| ----------------------- | ----------- |
| AllMusic                | [ 3 ]       |
| Robert Christgau        | C+          |
| Sputnikmusic            | 3.6 (Great) |
| Dizionario del Pop-Rock | [ 6 ]       |
| 24.000 dischi           | [ 7 ]       |

Flirtin' with Disaster è il secondo album discografico del gruppo musicale di southern rock statunitense Molly Hatchet, pubblicato dalla casa discografica Epic Records nel settembre del 1979.
L'album arrivò alla diciannovesima posizione (1º dicembre 1979) della classifica Billboard 200.
Il brano che porta lo stesso titolo dell'album si piazzò al quarantaduesimo posto il 1º marzo 1980 nella Chart Billboard riservata ai singoli, The Hot 100.

## Tracce
Lato A
1. Whiskey Man – 3:38 (Dave Hlubek, Steve Holland, Bruce Crump, Danny Joe Brown)
2. It's All Over Now – 3:40 (Bobby Womack, Shirley Womack)
3. One Man's Pleasure – 3:25 (Dave Hlubek, Duane Roland, Danny Joe Brown)
4. Junkin' City – 3:49 (Danny Joe Brown, Steve Holland, Dave Hlubek)
5. Boogie No More – 6:05 (Dave Hlubek, Danny Joe Brown, Banner Harvey Thomas, Duane Roland, Steve Holland, Bruce Crump)

Lato B
1. Flirtin' with Disaster – 4:56 (Dave Hlubek, Danny Joe Brown, Banner Harvey Thomas)
2. Good Rockin' – 3:15 (Dave Hlubek, Danny Joe Brown, Banner Harvey Thomas, Duane Roland, Steve Holland, Bruce Crump)
3. Gunsmoke – 3:10 (Duane Roland, Bruce Crump)
4. Long Time – 3:16 (Dave Hlubek, Steve Holland, Danny Joe Brown)
5. Let the Good Times Roll – 2:56 (Dave Hlubek, Steve Holland, Danny Joe Brown)

Edizione CD del 2001, pubblicato dalla Epic/Legacy Records (EK 85385)
1. Whiskey Man – 3:39 (Dave Hlubek, Steve Holland, Bruce Crump, Danny Joe Brown)
2. It's All Over Now – 3:42 (Bobby Womack, Shirley Womack)
3. One Man's Pleasure – 3:26 (Dave Hlubek, Duane Roland, Danny Joe Brown)
4. Junkin' City – 3:48 (Danny Joe Brown, Steve Holland, Dave Hlubek)
5. Boogie No More – 6:07 (Dave Hlubek, Danny Joe Brown, Banner Harvey Thomas, Duane Roland, Steve Holland, Bruce Crump)
6. Flirtin' with Disaster – 4:58 (Dave Hlubek, Danny Joe Brown, Banner Harvey Thomas)
7. Good Rockin' – 3:19 (Dave Hlubek, Danny Joe Brown, Banner Harvey Thomas, Duane Roland, Steve Holland, Bruce Crump)
8. Gunsmoke – 3:13 (Duane Roland, Bruce Crump)
9. Long Time – 3:20 (Dave Hlubek, Steve Holland, Danny Joe Brown)
10. Let the Good Times Roll – 2:57 (Dave Hlubek, Steve Holland, Danny Joe Brown)
11. Silver and Sorrow – 3:35 (Danny Joe Brown, Bruce Crump, Dave Hlubek, Steve Holland, Duane Roland, Banner Harvey Thomas) – Bonus Track - Demo
12. Flirtin' with Disaster – 6:15 (Dave Hlubek, Danny Joe Brown, Banner Harvey Thomas) – Bonus Track - Live from Jacksonville, FL in 1980
13. One Man's Pleasure – 3:17 (Dave Hlubek, Duane Roland, Danny Joe Brown) – Bonus Track - Live from Jacksonville, FL in 1980
14. Cross Road Blues – 4:14 (Robert Johnson) – Bonus Track - Live from Jacksonville, FL in 1980

## Formazione
- Danny Joe Brown - voce solista
- Dave Hlubek - chitarra
- Steve Holland - chitarra
- Duane Roland - chitarra
- Banner Thomas - basso
- Bruce Crump - batteria

Ospiti
- Jai Winding - tastiere
- Tom Werman - percussioni
- Max Gronenthal - accompagnamento vocale, cori (solo nel brano: It's All Over Now)

Note aggiuntive
- Tom Werman - produttore (per la Julia's Music, Inc.)
- Pat Armstrong - produttore esecutivo
- Jeff Magid - produttore riedizione su CD
- Registrazioni effettuate al Bee Jay Recording Studios di Orlando, Florida
- Registrato e mixato al Record Plant di Los Angeles, California
- Gary Ladinsky e Bill Vermillion - ingegneri delle registrazioni e del mixaggio
- Cary Pritikin - assistente ingegnere delle registrazioni e del mixaggio
- Masterizzato al Sterling Sound di New York City, New York da George Marino
- Frazetta (Frank Frazetta) - dipinto copertina
- David Gahr - fotografia copertina album[12][13]